# David Mitchell

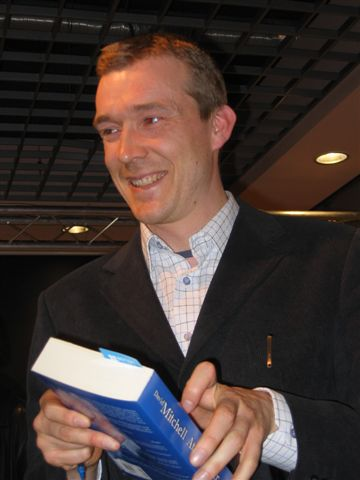
David Mitchell (2006)

David Mitchell (* 12. Januar 1969 in Southport, Merseyside) ist ein britischer Schriftsteller.

## Leben
David Mitchell wuchs in Malvern (Worcestershire) als Kind zweier künstlerisch tätiger Eltern auf. Schon früh las er viel und konnte sich vor allem für Abenteuergeschichten begeistern. Mit 18 Jahren unternahm Mitchell mit einer Freundin eine Reise durch Indien und Nepal. Danach studierte er an der University of Kent in Canterbury Englisch und Amerikanische Literatur und erwarb einen M.A. in Komparatistik. Anschließend verbrachte Mitchell ein Jahr als Englischlehrer auf Sizilien und zog nach Japan, wo er seine Lehrtätigkeit an der Universität Hiroshima sechs Jahre lang weiterführte. Zurzeit lebt Mitchell im irischen Clonakilty, County Cork mit seiner Frau Keiko, mit der er zwei Kinder hat.
Mitchell leidet seit seiner Kindheit unter Stottern, was er in seinem halbbiografischen Buch „Der dreizehnte Monat“ verarbeitete, in dem sich ein dreizehnjähriger Junge nebst dem Erwachsenwerden mit seiner Sprechstörung auseinandersetzen muss. Mitchell ist ein Patron der British Stammering Association und äußerte sich sehr positiv über „The King’s Speech“ von 2010, der sich als erster Film überhaupt vollumfänglich und vorurteilslos mit der Thematik auseinandersetzt und aufzeigt, was für einen Einfluss das Stottern auf das Leben einer betroffenen Person haben kann.

## Werk
Mitchell veröffentlichte seinen ersten Roman „Ghostwritten“ 1999 (2004 auf Deutsch unter dem Titel „Chaos“ erschienen). Sein Erstlingswerk wurde positiv aufgenommen und mit dem John Llewellyn Rhys Prize ausgezeichnet. Der Schriftsteller gilt in Fachkreisen als junger und begabter Geschichtenerzähler in der britischen Literaturszene. Seine Bücher handeln meist von der Suche nach Wahrheit, Adaption und Identitätsfindung innerhalb einer der betreffenden Person fremden Kultur und Reinkarnation.
Während seiner Studienzeit schrieb Mitchell einige Gutenachtgeschichten, bei denen er sich immer wieder in verschiedenen Schreibstilen versuchte. Charakteristisch wurde für ihn schließlich die Aufspaltung einer Erzählung in mehrere Fragmente, die verschiedene Sichtweisen auf ein gleichbleibendes Thema ermöglichen. Gut erkennbar ist dies unter anderem in seinem bekanntesten Werk „Der Wolkenatlas“, der sechs Handlungsstränge, die alle eine eigene literarische Form aufweisen, beinhaltet und so ganz unterschiedliche Ansichten auf die gleichbleibenden Grundthemen ermöglicht. Der Roman enthält das Tagebuch eines Anwalts aus dem 19. Jahrhundert, den Briefwechsel eines Komponisten mit einem sehr engen Freund und Geliebten aus dem Jahre 1931, einen Kriminalroman aus den 1970er Jahren, die Geschichte eines älteren Verlegers, das Verhörprotokoll mit einem Klon und ein postapokalyptisches Szenario, in dem die Überlebenden eine vereinfachte Sprache aufweisen und alle Vorteile der technisch weit entwickelten Zivilisation verloren haben. Nach dem Vorbild einer Matrjoschka wird dem Leser chronologisch jede Geschichte bis zur Hälfte erzählt. Die letzte Geschichte, Sloosha's Crossin' an' Ev'rythin' After, stellt den Mittelteil des Buches dar und von da an folgen die restlichen Hälften der anderen Erzählungen in umgekehrter Reihenfolge. Dabei greift ein Erzählstrang den vorhergehenden auf und verarbeitet ihn weiter; so schreibt beispielsweise der junge Komponist in einem Brief vom Fund der ersten Hälfte des Tagebuchs.
Der fragmentarische Stil ist auch bei „Chaos“ mit dem Untertitel „ein Roman in neun Teilen“ ersichtlich: Neun Menschen erzählen ihre jeweilige Geschichte, die auf den ersten Blick keine Gemeinsamkeiten haben. Jedoch interagiert jede Figur (z. T. unbewusst) mit einer der anderen acht Figuren. Daraus ergibt sich eine ganze Erzählung, die sich dem Leser mit jeder Figur weiter erschließt. Wie die beiden Romane „number 9 dream“ und „Die tausend Herbste des Jacob de Zoet“ spielt „Chaos“ in Japan und befasst sich mit der Faszination für die Geschichte und die Gesellschaft dieses Landes. In Utopia Avenue verwendet Mitchell als Ordnungsstruktur keine Kapitel: Der Pop-Roman unterteilt sich in LP-Seiten und Songs, die über die jeweiligen Komponisten fokalisiert werden.
„Cloud Atlas“ diente als Vorlage für den gleichnamigen Film von Tom Tykwer und den Wachowski-Geschwistern aus dem Jahre 2012. In Bezug auf die Änderungen und Neuordnungen der einzelnen Teilstücke seiner Geschichte schreibt Mitchell im Wall Street Journal, dass jedes Medium auf seine Art und Weise inszeniert werden müsse, weshalb Anpassungen einer Vorlage unumgänglich seien.
Eine Geschichte mit 365 Kapiteln und unzähligen Charakteren und Nebenhandlungen, die Mitchell während seiner Lehrtätigkeit auf Sizilien und in Hiroshima schrieb, wurde nie publiziert.
Mitchells Text From Me Flows What You Call Time war der zweite Beitrag zu dem Kunstprojekt Future Library der schottischen Künstlerin Katie Paterson. Es soll im Jahr 2114 gemeinsam mit 99 weiteren Texten als Anthologie veröffentlicht werden. Bis dahin wird das Manuskript in der Deichmanske bibliotek in Oslo verwahrt.
Bisher wurden Mitchells Werke immer von Volker Oldenburg aus dem Englischen ins Deutsche übersetzt.

## Veröffentlichungen
- Ghostwritten. A Novel in Nine Parts. Hodder & Stoughton, London 1999, ISBN 0-340-73974-6.
  - Deutsche Ausgabe: Chaos. Übersetzt von Volker Oldenburg. Rowohlt, Reinbek 2004, ISBN 3-498-04477-X.
- number9dream. Hodder & Stoughton, London 2001, ISBN 0-340-73976-2.
  - Deutsche Ausgabe: Number 9 dream. Übersetzt von Volker Oldenburg. Rowohlt, Reinbek 2011, ISBN 978-3-498-04513-5.
- Cloud Atlas. Hodder & Stoughton, London 2004, ISBN 0-340-82278-3.
  - Deutsche Ausgabe: Der Wolkenatlas. Übersetzt von Volker Oldenburg. Rowohlt, Reinbek 2006, ISBN 3-498-04499-0.
- Black Swan Green. Hodder & Stoughton, London 2006, ISBN 0-340-82279-1.
  - Deutsche Ausgabe: Der dreizehnte Monat. Übersetzt von Volker Oldenburg. Rowohlt, Reinbek 2007, ISBN 978-3-498-04504-3.
- The Thousand Autumns of Jacob de Zoet. Hodder & Stoughton, London 2010, ISBN 978-0-340-92156-2.
  - Deutsche Ausgabe: Die tausend Herbste des Jacob de Zoet. Übersetzt von Volker Oldenburg. Rowohlt, Reinbek 2012, ISBN 978-3-498-04518-0.[7]
- The Bone Clocks. Hodder & Stoughton, London 2014, ISBN 978-0-340-92160-9.[8][9]
  - Deutsche Ausgabe: Die Knochenuhren. Übersetzt von Volker Oldenburg. Rowohlt, Reinbek 2016, ISBN 978-3-498-04530-2.[10]
- Slade House. Sceptre, London 2015, ISBN 978-1-4736-1668-4
  - Deutsche Ausgabe: Slade House. Übersetzt von Volker Oldenburg. Rowohlt 2018, ISBN 978-3-498-04276-9.[11]
- Utopia Avenue, Sceptre, London 2020, ISBN 978-1-4447-9942-2
  - Deutsche Ausgabe: Utopia Avenue. Übersetzt von Volker Oldenburg. Rowohlt 2022, ISBN 978-3-498-00227-5.

### Weitere Werke
- 2010: Libretto für die Oper Wake von Klaas de Vries.[12]

## Preise und Auszeichnungen
- 1999: Mail on Sunday/John Llewellyn Rhys Prize für Ghostwritten
- 1999: Guardian First Book Award (Finalist)
- 2001: Booker Prize (short list): number9dream
- 2001: James Tait Black Memorial Prize (Finalist)
- 2004: Booker Prize (short list): Cloud Atlas
- 2004: National Book Critics Circle Award Nomination
- 2005: British Book Awards "best read"
- 2010: Booker Prize (long list): The Thousand Autumns of Jacob de Zoet
- 2011: Commonwealth Writers' Prize (regional prize South Asia and Europe) für The Thousand Autumns of Jacob de Zoet
- 2011: Nominierung für den Walter Scott Prize for historical fiction für The Thousand Autumns of Jacob de Zoet
- 2014: Booker Prize (long list): The Bone Clocks
- 2015: World Fantasy Award für Die Knochenuhren

## Sekundärliteratur
- Sarah Dillon (Hrsg.): David Mitchell: Critical Essays. Gylphi, Canterbury 2011, ISBN 978-1-78024-002-2
- Patrick O’Donnell: A Temporary Future: The Fiction of David Mitchell. Bloomsbury, London 2015, ISBN 978-1-4411-7122-1.
- SubStance: A Review of Theory and Literary Criticism. Special Issue: David Mitchell and the Labyrinth of Time. 2015. (Sonderheft zu Mitchell;=Substance 44:1, Nr. 136)